# Бабайківська сільська рада
| Бабайківська сільська рада — адміністративно-територіальна одиниця Царичанського району Дніпропетровської області. Адміністративний центр — село Бабайківка. Сільській раді були підпорядковані населені пункти: - с. Бабайківка - с. Вербове - с. Івано-Яризівка - с. Кущівка - с. Новостроївка. |

## Склад ради
Рада складалася з 16 депутатів та голови.

## Керівний склад сільської ради
| ПІБ                        | Основні відомості                                                         | Дата обрання | Дата звільнення |
| -------------------------- | ------------------------------------------------------------------------- | ------------ | --------------- |
| Дерець Микола Олексійович  | Сільський голова, 1951 року народження, освіта, член народної партії      | 26.03.2006   | 31.10.2010      |
| Головко Олександр Іванович | Сільський голова, 1975 року народження, освіта вища, член Партії регіонів | 18.03.2012   |                 |

Примітка: таблиця складена за даними джерела

## Територія
Територія ради розташована на лівому березі річки Орелі на північі району і займає площу 104,31 км², з яких під забудовою 2,27 км², ставки, озера, канали — 1,13 км², ріллі — 60,44 км², пасовищ — 18,25 км², ліс — 7,55 км², заказники, заповідники, рекреаційні зони — 3,12 км².

## Населення
Населення — 2 364 особи (станом на 2013 рік).

## Історичні і культурні пам'ятки
До історичних пам'ятників сільської ради на початку XX століття входили дві Полівські могили в центрі Бабайківки, Преображенська могила в Царині між Бабайківкою та Преображенкою, Левенцівська могила в селі Бабайківці, могила Котів горб. Особливе місце займали земляні вали, рови та кургани, розміщені як по правому, так і по лівому берегах Орелі. Найбільшими з них були в 1920-ті роки: Журавський вал і рів на річці Журавці.
В степу, недалеко від села Преображенки, до 1930-х років добре зберігалися сліди великого Запорізького табору, який включав земляні вали, кургани та рови з сигнальними вежами. Всі вони разом відомі були під місцевою назвою Запорізького коша.
В даний час на території сільської ради числяться кургани:
- в селі Бабайківці — 3 і 1 курганний могильник (2 кургани);
- в селі Івано-Яризівціа — 1;
- в селі Новостроївці — 5;
- в селі Кущівці — 1.

За селом Вербовим маються земляні вали укріплення (редут).
До культурних пам'яток віднлсяться:
- пам'ятник та меморіальний комплекс воїнам односельчанам, які загинули у німецько-радянську війну в центрі Бабайківки;
- пам'ятники та меморіали в селах Кущівці та Новостроївці[2].

## Соціальна сфера
На території ради діють:
- Бабайківська загально-освітня школа I—III ступеня;
- Бабайківський дошкільний навчальний заклад «Барвінок»;
- Бабайківська амбулаторія загальної практики сімейної медицини;
- два фельдшерсько-акушерські пункти (Бабайківка, Нововстроївка);
- два сільських будинки культури (Бабайківка, Нововстроївка);
- дві сільські бібліотеки (Бабайківка, Нововстроївка)[2].

## Особостості
Відомі люди краю:
- письменники:
  - Багмут Іван Андріанович;
  - Багмут Йосип Андріанович;
  - Сологуб Василь Павлович;
- Білий Василь Мусійович — заступник командуючого повітряною армією, полковник;
- Задоя Юрій Михайлович — Заслужений діяч культури України;
- Заслужені вчителі України:
  - Білецька Євдокія Яківна;
  - Нездійминога Михайло Савич;
  - Мацак Лідія Сергіївна;
- Дрешпак Микола Іванович — Заслужений працівник сільського господарства.